# Heath Charnock
Heath Charnock is een civil parish in het bestuurlijke gebied Chorley, in het Engelse graafschap Lancashire met 2026 inwoners.